# Conselho Justiça e Assuntos Internos
O Conselho Justiça e Assuntos Internos (JAI) é uma das formações do Conselho da União Europeia e é composto pelos ministros da Justiça e Assuntos Internos dos 27 Estados-membros da União Europeias.

## Composição
O JAI é composto pelos ministros da justiça e dos assuntos internos dos 27 estados-membros da União Europeia. Embora a maioria dos estados-membros envie um ministro para ambos os setores, outros enviam um ministro da justiça e outro dos assuntos internos.
O Comissário Europeu para Assuntos Internos, o Comissário Europeu para Justiça e o Comissário Europeu para Igualdade também participam das reuniões.

## Funções
O Conselho desenvolve cooperação e políticas comuns em várias questões transfronteiriças, visando criar um espaço de justiça em toda a UE.
As questões transfronteiriças incluem a garantia dos direitos fundamentais, a livre circulação de cidadãos, a proteção civil, as questões de asilo e imigração, as investigações comuns sobre o crime organizado transfronteiriço, a estratégia de segurança da UE, incluindo a luta contra o terrorismo e o crime organizado, o crime cibernético e a radicalização violenta.
O conselho abrange a legislação relacionada a:
- Livre circulação de pessoas, asilo e imigração
- Cooperação judicial em questões civis
- Cooperação judicial em questões criminais
- Cooperação policial e alfandegária
- Cidadania da União Europeia
- Combate à discriminação
- Combate ao terrorismo
- Combate ao crime organizado
- Combate ao tráfico de seres humanos
- Combate às drogas
- Justiça, liberdade e segurança: Alargamento

## Procedimento legislativo
Desde a entrada em vigor do Tratado de Lisboa, o Conselho toma suas decisões sobre a maior parte da legislação de justiça e assuntos internos em co-decisão com o Parlamento Europeu, conforme o processo legislativo ordinário.